# Amorcito Corazón (novela)
Amorcito Corazón es un libro de tipo novela negra, escrita por Carlos René Padilla, ganadora del Premio Libro Sonorense 2015, en la categoría de novela, aunque su primera edición fue publicada en julio de 2016; el libro fue impreso en México y pertenece a la editorial de NITRO/PRESS, al igual que varias de las demás obras del autor.

## Argumento
Siendo ganador del Premio Concurso Libro Sonorense 2015, en la categoría de novela, Amorcito Corazón hace su parte y nos trae personajes memorables como los Agentes Rocha y Díaz, el jefe de Córdova, el Niño Palencia, la propia Doña y un agente del FBI de nombre misterioso. En Amorcito, la fantasía se entrelaza con la realidad, y en medio de la pelea ocurren varias muertes, que no sería el único acto de violencia en esta historia. Pero más allá de la inmoralidad, Carlos René Padilla entrega un humor nacido de la cotidianidad y la insensatez de algunos de sus héroes, llegando a una lectura que nos obliga a seguir adelante, pues se cocina con el ingrediente principal de la mejor película de terror. Gracias a las descripciones minuciosas, precisas si es necesario, ricas de las escenas del crimen, así como al lenguaje que toma la temperatura de la realidad, se crea una historia aventurera y adictiva que te deja un buen sabor de boca.

## Sinopsis
Los muertos son un hombre y una mujer. Los detectives están ocupados con su trabajo ya que acaban de ocuparse del caso de una mujer semidesnuda encontrada estrangulada en su departamento de la colonia Doctores. Las sospechas solo aumentaron cuando, en la Dirección General, el jefe Córdoba llamó a los detectives para informar sobre un agente estadounidense llamado Elvis e informarles que el cuerpo carbonizado ya no era de su interés y ya no estaba en posesión de la policía mexicana. Al día siguiente, dos cuerpos idénticos fueron encontrados en un accidente aéreo en Mérida, Yucatán.
Era el 15 de abril de 1957 y el muerto no era otro que el ídolo mexicano, Pedro Infante. La acción de la novela tiene lugar en la década de 1950 en la actual Ciudad de México. Los policías son un par de exmilitares de Sonora, parcos, duros e inteligentes.

## Autor
Carlos René Padilla, autor y periodista Sonorense que vio por primera vez, en el año de 1977, la luz de las patrullas en Agua Prieta, Sonora. Estudió Ciencias de la Comunicación en la Universidad de Sonora; es fundador de SoNoir (movimiento encargado de difundir la literatura policial y negra en todo el país). Ha sido ganador del Concurso Libro Sonorense en los géneros de novela, crónica y ensayo en años distintos, al igual que ganador del Premio Nacional de Novela Negra “Una vuelta de Tuerca” en 2016.
También ha trabajado en medios de comunicación, como el periódico Expreso y El Imparcial, donde tuvo un premio de Periodismo de Profundidad por la Sociedad Interamericana de Prensa.
Es autor de varias obras como “Amorcito corazón” (novela), “Un día de estos, Fabiola” (novela), “Hércules en el desierto” (crónica), “No toda la sangre es roja” (crónica), “Los crímenes de Juan Justino y Rodrigo Cobra (ensayo narrado como novela negra)”, “Renuencia al destino” (poemas), “El cielo se cambió de dirección” (cuentos), “Yo soy espaiderman” (novela negra publicada bajo el título de “Yo soy el araña” en 2019).

## Personajes
Personajes quebrados, excéntricos, desinteresados o cínicos (características del género negro) que se ven envueltos en una trama compacta, rápida y adictiva, cada uno con una personalidad que te hace recordarlos y querer saber más sobre ellos.
- Enrique Metinides: fotógrafo de nota roja que es presentado como el personaje del Niño; es un homenaje a la formación periodística del autor.
- María Félix: En la historia la presentan como una mujer de armas a tomar y de una personalidad bastante fuerte; representa muy claramente la personalidad y forma de hablar de muchas de las mujeres sonorenses.
- Rocha y Díaz: Ejemplos perfectos de la construcción de un antihéroe del noir; ambos personajes se complementan y los muestran como el dúo perfecto.
- Elvis: Agente extranjero que oculta su nombre y entorpece las investigaciones (su nombre hace referencia a Elvis Presley).
- Pedro Infante: Personaje por el cual gira la trama.

Además de que a lo largo de las 126 páginas con las que cuenta esta novela, podemos notar la presencia de algunos personajes pertenecientes a la historia de México, como Ismael Rodríguez y María Félix, incluyendo una referencia a Filiberto García, protagonista de “El Complot Mongol” de Rafael Bernal (novela fundacional del género negro mexicano, 1969).